# 라이브러리 제네시스

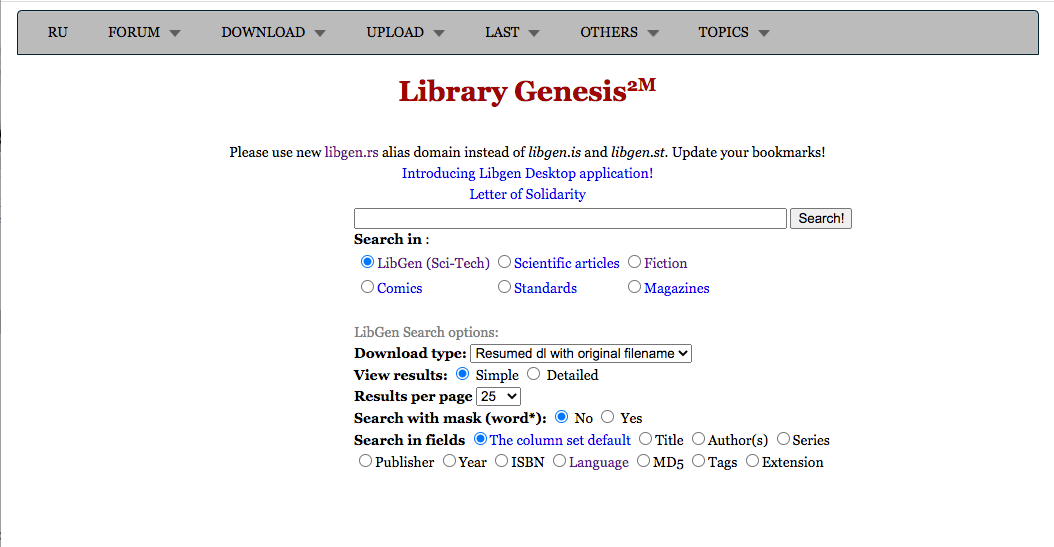

라이브러리 제네시스(영어: Library Genesis), 약칭 립겐(LibGen)은 학술논문 및 단행본 검색엔진이다. 대개 학술줄판사에 과금을 해야 열람할 수 있는 온갖 학술자료의 pdf 파일에 접근, 다운로드할 수 있다.
당연히 이 웹사이트를 둘러싼 저작권적 논쟁이 존재하며, 엘스비어 등 학술출판사들은 이 웹사이트를 고발한 바 있다. 이에 대한 반박으로 학술출판사들이 공적 기금과 세금으로 수행된 연구 결과물을 이용해 이윤을 추구하는 것이 부도덕적이라고 주장하는 측에서는 립겐의 존재와 활동을 핵티비즘으로서 옹호한다.
2008년 러시아 과학자들에 의해 만들어졌다. 비슷한 성격의 library.nu가 2012년 송사의 결과 폐쇄되자 그 컨텐츠를 흡수하여 사실상 후신이 되었다. 카자흐인 대학원생으로 과학연구원이자 해커인 알렉산드라 엘바캰이 만든 Sci-Hub 데이터베이스에 2011년 기준 6000만 건 이상의 논문이 저장되어 있었는데, 립겐은 이 데이터베이스에서 주요 컨텐츠를 긁어왔다.
2019년 7월 28일 현재 립겐측에서 밝힌 바에 따르면 데이터베이스에 저장된 학술단행본이 2300만 건, 과학학술지가 7600만 건, 만화책이 200만 건, 소설책이 2200만 건, 기타 잡지가 40만 건이다. 2017년 기준으로 전세계에서 2억 회 이상 다운로드가 있었다.